# Cemitério Kensico

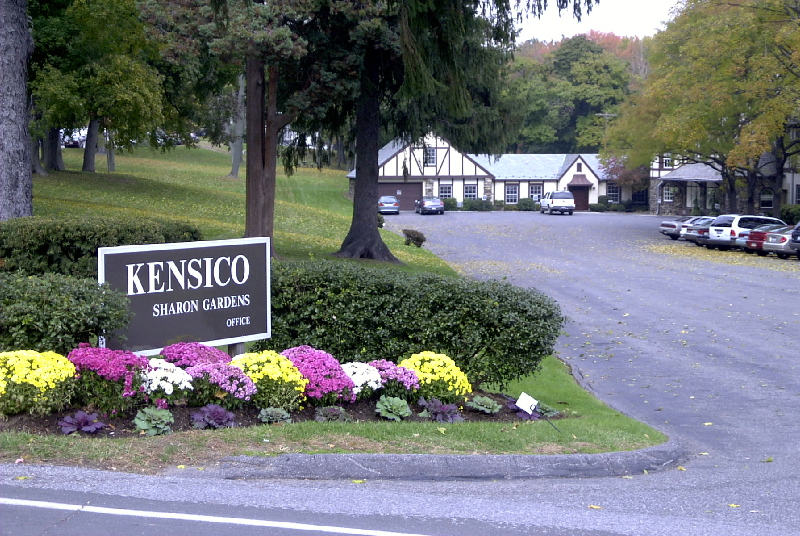
Cemitério Kensico em Valhalla, Nova Iorque

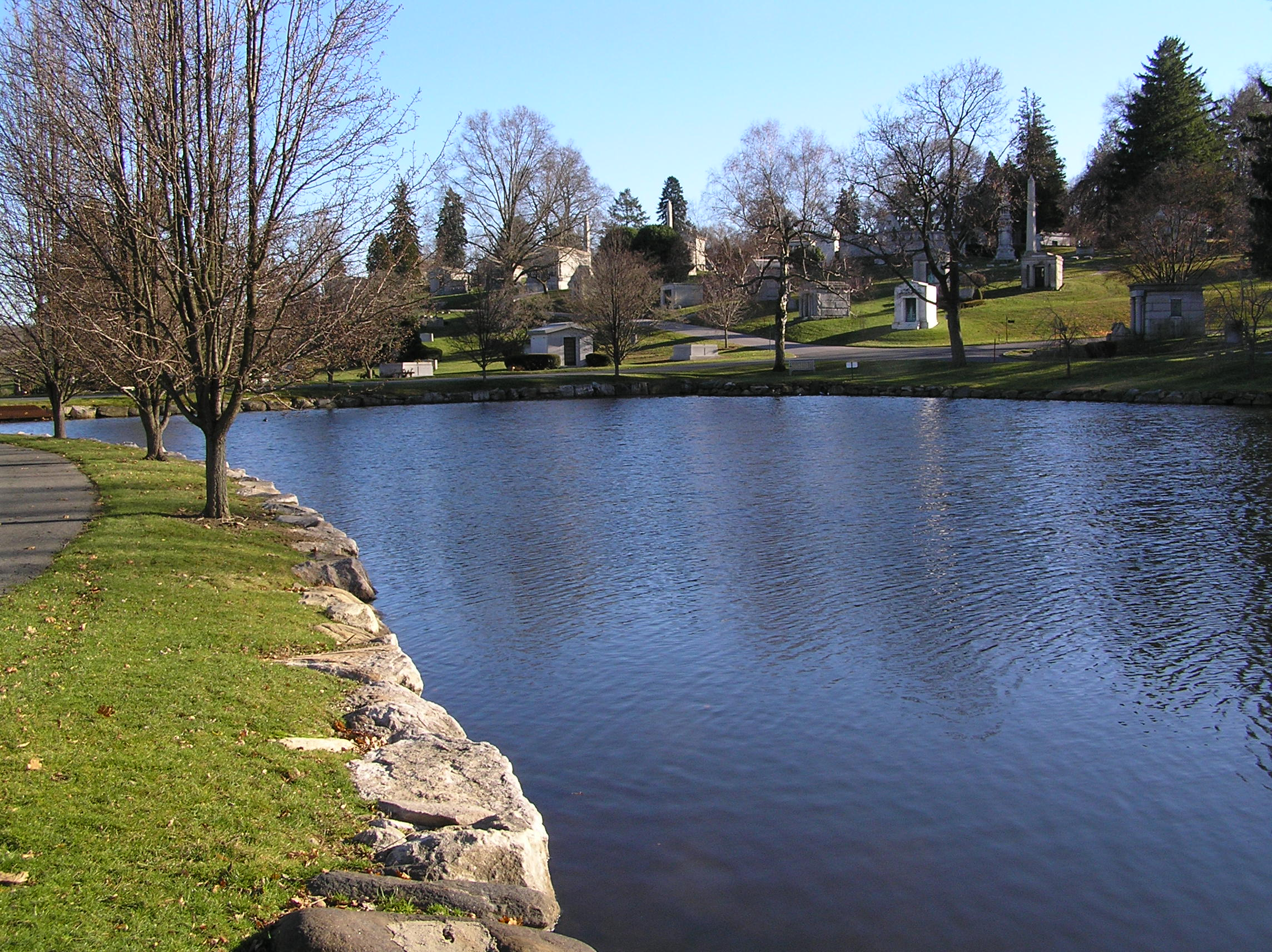
Lago Mineola no Cemitério Kensico

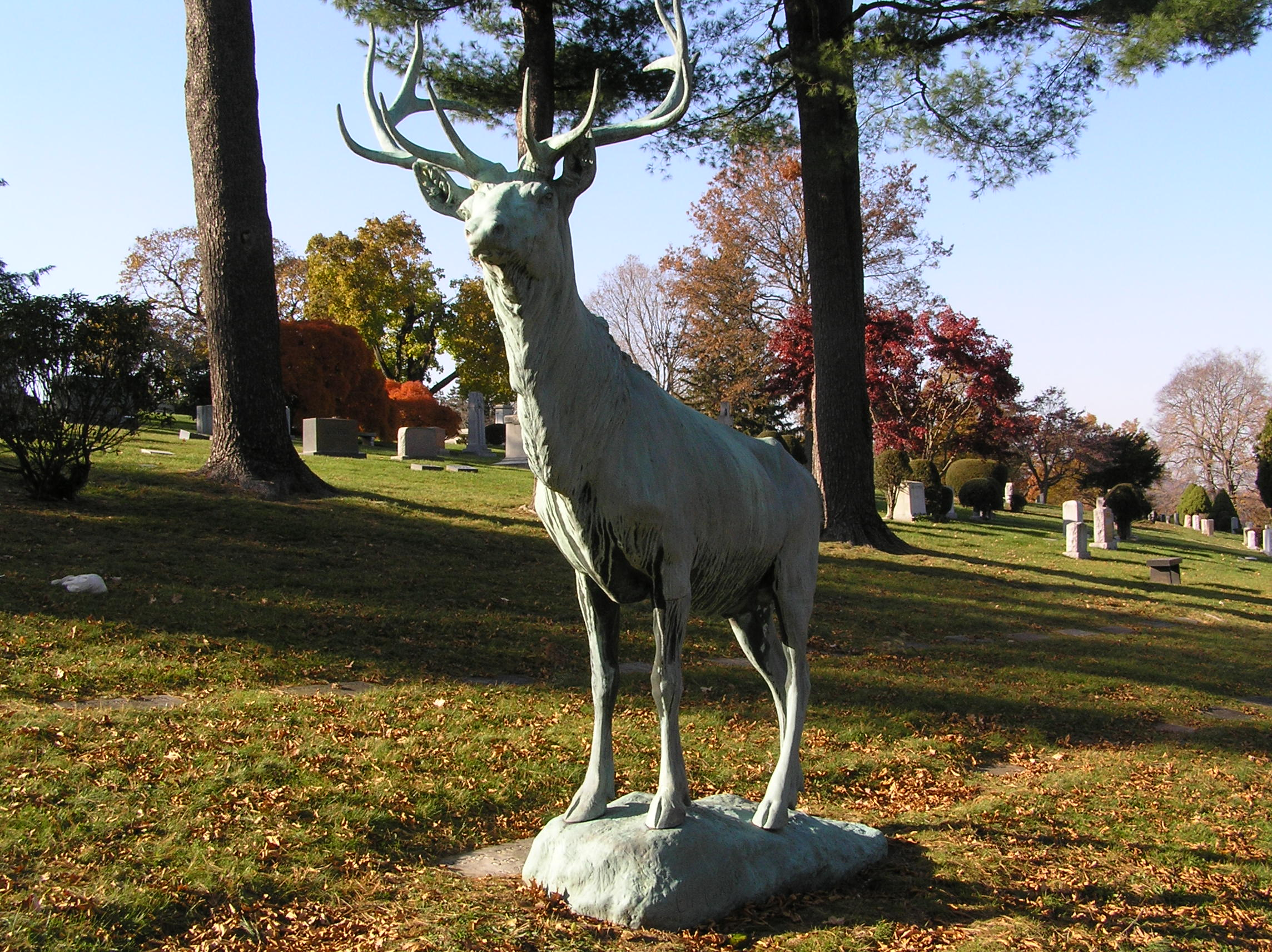
The statue of an elk in Kensico Cemetery

Cemitério Kensico (em inglês:  Kensico Cemetery), localizado em Valhalla, Condado de Westchester, foi fundado em 1889, quando diversos cemitérios de Nova Iorque tornavam-se totalmente ocupados, e cemitérios jardim começaram a ser criados nas proximidades de estradas que se dirigiam à cidade. Inicialmente com 250 acres (1 km²), foi expandido para 600 acres (2,4 km²) em 1905, mas reduzido a 461 acres (1,9 km²) em 1912, quando uma parte foi vendida para o Gate of Heaven Cemetery.
O Sharon Gardens, com área de 76 acres (31 ha) é uma seção do cemitério criada em 1953 para sepultamento de judeus.

## Sepultamentos notáveis
- Richard Abbott (1899-1986) - ator. Plot: Actors' Fund Section, Lot 453
- Mary Adams (1910-1973) - atriz. Plot: Actors' Fund
- Virginia Admiral (1915-2000) - pintora e poetisa, mãe de Robert De Niro
- Elizabeth Chase Allen (1832-1911) - Author and poet
- Glenn Anders (1889–1981), ator estadunidense
- Edward Franklin Albee II (1857–1930), Vaudeville impresario
- John Emory Andrus (1841–1934), mayor of Yonkers, New York, and a U.S. Congressman
- Peter Arno (1904–1968), cartoonist
- Victor Balasic Jr., (Victor Balasz)  (1897-1943) Entertainer. Member of the Balasic Family Acrobats and Vaudeville Performers. He is buried in the National Vaudeville Association section of Kensico Cemetery. Plot: Lot 7822, Section 59,60, grave 291
- Anne Bancroft (1931–2005), stage, screen, and television atriz. Her most notable performance was 'Mrs. Robinson' in The Graduate, Wife of Mel Brooks
- Wendy Barrie (1912–1978), atriz
- Ed Barrow (1868–1953), hall of fame baseball manager and executive
- Marion Bauer (1882–1955), American composer
- Aubrey Beattie (1865-1944) ator. Plot: Actors' Fund
- Lee Beggs (1870-1943) ator, motion picture director.  Plot: Actors' Fund
- Malcolm Lee Beggs (1907-1956) ator. Cause of death: Murdered. Plot: Actors' Fund
- Frank Behrens (1919-1986) ator. Plot: Actors' Fund Lot 427
- Henri Bendel (1868–1936), fashion designer, famed for the Bendel bonnet
- Vivian Blaine (1921–1995), atriz/singer.
- William Blaisdell (1865-1931) ator. Plot: Actors' Fund
- Ralph Albert Blakelock (1847–1919), Romanticist painter
- Jerri Blanchard (1900-1984), atriz. Plot: Actors' Fund Lot 405
- Paul Bonwit (1862–1939), founder of Bonwit Teller department store
- Evangeline Booth (1865–1950), evangelist, daughter of Salvation Army founder, fourth General of The Salvation Army
- Herbert Booth (1862–1926), songwriter, son of Salvation Army founder
- Sully Boyar (Irvin) (1923-2001), Stage and film actor. Plot: Actors' Fund Lot 327
- Russ Brown (1892–1964), ator
- Thomas Broadhurst (1858-1936), Playwright. Plot: Actors' Fund
- Billie Burke (1885–1970), atriz
- Georgia M. Burke  (1878-1985), atriz. Plot: Actors Fund Lot 456
- Henry Burr (1882–1941), Canadian singer of popular songs
- William J. Butler (1860–1927), Irish silent film actor
- John Call (1908-1973), ator. Plot: Actors' Fund Lot 427
- Romaine Callender (1883-1976) ator. Plot: Actors' Fund
- Hope Cameron (1920-1998) Stage, film, and television atriz. Plot: Actors' Fund Lot 1110
- Ralph Chambers (1892-1968) ator. Plot: Actors' Plot Lot 400
- Andy Clark (1894-1965), ator. Plot: Actors' Fund
- Dudley Clements (1889-1947) ator. Plot: Actors' Fund
- Andy Coakley (1882–1963), baseball player
- Frank Conroy (1890–1964), British film and stage actor
- Bigelow Cooper, (1867-1953) ator. Plot: Actors' Fund
- Harry Cooper (1904–2000), hall of fame golfer
- Frederick E. Crane (1869–1947), Chief Judge of the NY Court of Appeals
- Cheryl Crawford (1902–1986), theatrical producer
- Milton Cross (1897–1975), radio announcer
- Edward W. Curley (1873–1940), U.S. Congressman
- George Ticknor Curtis (1812-1894), American author, writer, historian and lawyer.
- Royal Cutter, (1874-1955) ator. Plot: Actors' Fund
- Charles Dalton (1869-1942) ator. Plot: Actors' Fund
- Harry Davenport (1866–1949), American film and stage actor
- Olive Deering (1918-1986), atriz
- Dolly Dawn (1916-2002), cantor. Plot: Actors Fund Lot 321
- William Wallace Denslow (1856-1915) ilustrador
- Robert De Niro, Sr., artist, pai do ator Robert De Niro
- William Wallace Denslow, (1856–1915), ilustrador
- Peter DeRose, (1900–1953), Hall of Fame composer
- Elliott Dexter (1870–1941), American film and stage actor
- Luigi Palma di Cesnola, (1832-1904) Civil War Congressional Medal of Honor Recipient
- Charles Dickson (1855-1927) ator
- Harry Dornton, (1866-1931) ator. Plot: Actors' Fund
- Tommy Dorsey (1905–1956), swing-era trombonist
- Malcolm J. Dunn, (1869-1946), ator, Motion Picture Director. Plot: Actors' Fund
- J. Gordon Edwards (1867–1925), prolific silent film director
- Sherman Edwards (1919–1981), Tony Award winning composer and songwriter
- Angna Enters (1897–1989), entertainer
- Charles Esdale (1873-1937) ator
- Judith Evelyn (1913–1967), stage atriz
- Geraldine Farrar (1882–1967), opera singer
- Sid Farrar (1859–1935), Major League baseball player
- Emanuel Feuermann (1902–1942), master cellist
- Ezio Flagello (1931-2009) Opera Singer. Plot: Section 10, Lot 87, Grave 2
- Viola Fortesque (1875-1953), atriz. Plot: Actors' Fund
- Gloria Foster (1933-2001), atriz. Plot: Actor's Fund Plot
- Alexander Frank (1866-1939) ator. Plot: Actors' Fund Lot
- Harry Frazee (1880–1929), owner of the Boston Red Sox.
- Truman Gaige (1906-2002) ator. Plot: Actors' Fund
- Albert Gaston (1851-1931) ator. Plot: Actors' Fund
- Echlin Gayer (1877-1926) ator. Plot: Actors' Fund
- Lou Gehrig (1903–1941), Hall of Fame baseball player
- Dorothy Graham (1893-1959) Author.
- Julian Greer (1871-1928) ator. Plot: Actors' Fund
- Ulu Grosbard (1929-2012) Motion picture and stage director, producer
- Leonard Grover Jr. (1858-1947) ator. Plot: Actors' Fund
- Chalres W. Harbury (1843-1928) ator. Plot: Actors' Fund
- Thomas Hardie (1864-1928) ator. Plot: Actors' Fund
- Marion Harris (1896–1944), American popular singer
- Valerie Jill Haworth  (1945-2011)  British movie and stage atriz
- Grace Henderson (1860–1944), stage atriz
- Gustave Herter (1830-1898), furniture maker and interior decorator
- Al Hodge (1912–1979), ator
- May Irwin (1862-1938), stage comedienne
- Danny Kaye (1911–1987), ator cômico
- Guy Kibbee (1882–1956), American stage and film actor
- Joseph Kilgour (1863–1933), ator canadense da era muda
- Ruth Laredo (1937–2005), pianista
- William Van Duzer Lawrence (1842–1927), founder of Sarah Lawrence College
- Herbert H. Lehman (1878–1963), politician
- Jeffreys Lewis (abt. 1852-1926), stage atriz
- Joseph J. Little (1841–1913), U.S. Representative from New York
- Cissie Loftus (1876–1943), Glasgow, Scottish-born and reared atriz, singer, comedian and vaudevillian
- Dorothy Loudon (1933–2003), Tony Award winning atriz
- Tommy Manville (1894–1967), heir to the Johns Manville asbestos fortune
- Jack McGowan (1894–1977), Broadway writer, performer, and producer
- Claudia McNeil (1917–1993), motion picture and television atriz
- Herman A. Metz (1867–1934), U.S. Congressman
- Anna Moffo (1932–2006), soprano
- William Muldoon (1852–1933), America's first wrestling champion
- Allan Nevins (1890–1971), American historian and journalist
- Anne Nichols (1891–1966), playwright and screenwriter
- Carlotta Nillson (1876-1951), stage atriz
- Frank O'Connor (1897–1979), American actor and husband of novelist and philosopher Ayn Rand
- Caroline Love Goodwin O'Day (1875–1943), United States Representative from New York
- Eulace Peacock (1914-1996), track star who beat Jesse Owens a majority of the time
- Ann Pennington (1893–1971), popular Ziegfeld stage star
- David Graham Phillips (1867–1911), journalist and novelist
- Harriet Quimby (1875–1912), pioneer aviatrix
- Sergei Rachmaninoff (1873–1943), compositor, pianista e condutor
- Ayn Rand (1905–1982), author, filósofo
- Jacob Ruppert (1867–1939), owned the New York Yankees
- David Sarnoff (1891–1971), broadcaster and head of RCA
- Fritzi Scheff (1879–1954), American atriz and vocalist
- Gordon Scott (1926–2007), ator
- Gil Scott-Heron (1949 – 2011) American soul and jazz poet, musician
- Ann Shoemaker (1891–1978), American atriz
- Richard B. Shull (1929–1999), American character actor
- Ivan F. Simpson (1875-1951), Scottish character actor
- Alison Skipworth (1863–1952), English stage and screen atriz
- Alfred Holland Smith (1863–1924), president of the New York Central Railroad
- Peter Moore Speer (1862–1933), U.S. Congressman
- Ellsworth Milton Statler (1863–1928), American hotel pioneer
- Henry Stephenson (1871–1956), ator
- Max Stern (businessman) (1898–1982), entrepreneur, philanthropist
- Ghity Amiel Lindenbaum Stern, philanthropist
- Lewis Stone (1879–1953), film character ator
- Amos Sulka, founder of international men's apparel store
- Oscar W. Swift (1869–1940), U.S. Congressman
- Fay Templeton (1865–1939), Broadway star
- Gertrude Thanhouser (1880–1951), atriz
- Benjamin I. Taylor (1877–1946), U.S. Congressman
- Deems Taylor (1885–1966), composer and journalist
- Wen-Ying Tsai (1928-2013), Pioneer American cybernetic sculptor
- William L. Ward (1856–1933), U.S. Congressman
- Charles Weidman (1901–1975), pioneer of American modern dance
- James E. West (1876–1948), first Chief Scout Executive of the Boy Scouts of America (Section 187, Lot 14037, Computer Number 15669)
- Spencer Wishart (1889-1914), American racecar driver
- William B. Williams (1923–1986), disc jockey
- John Willys (1873–1935), fabricante de automóveis
- Charles E. Wilson (1886-1972), president of General Electric
- Francis Wilson (1854–1935), ator
- Blanche Yurka (1887–1974), American theatre and film atriz
- Herbert Zelenko (1906–1979), U.S. Congressman
- Florenz Ziegfeld (1869–1932), producer of the Ziegfeld Follies

## Notable interments in Sharon Gardens division
- Paddy Chayefsky (1923–1981), screenwriter, winner of three Academy Awards
- Fred Friendly (1915–1998), broadcaster
- Robert Merrill (1917–2004), baritone, Metropolitan opera star
- Beverly Sills (1929–2007), operatic soprano

## galeria

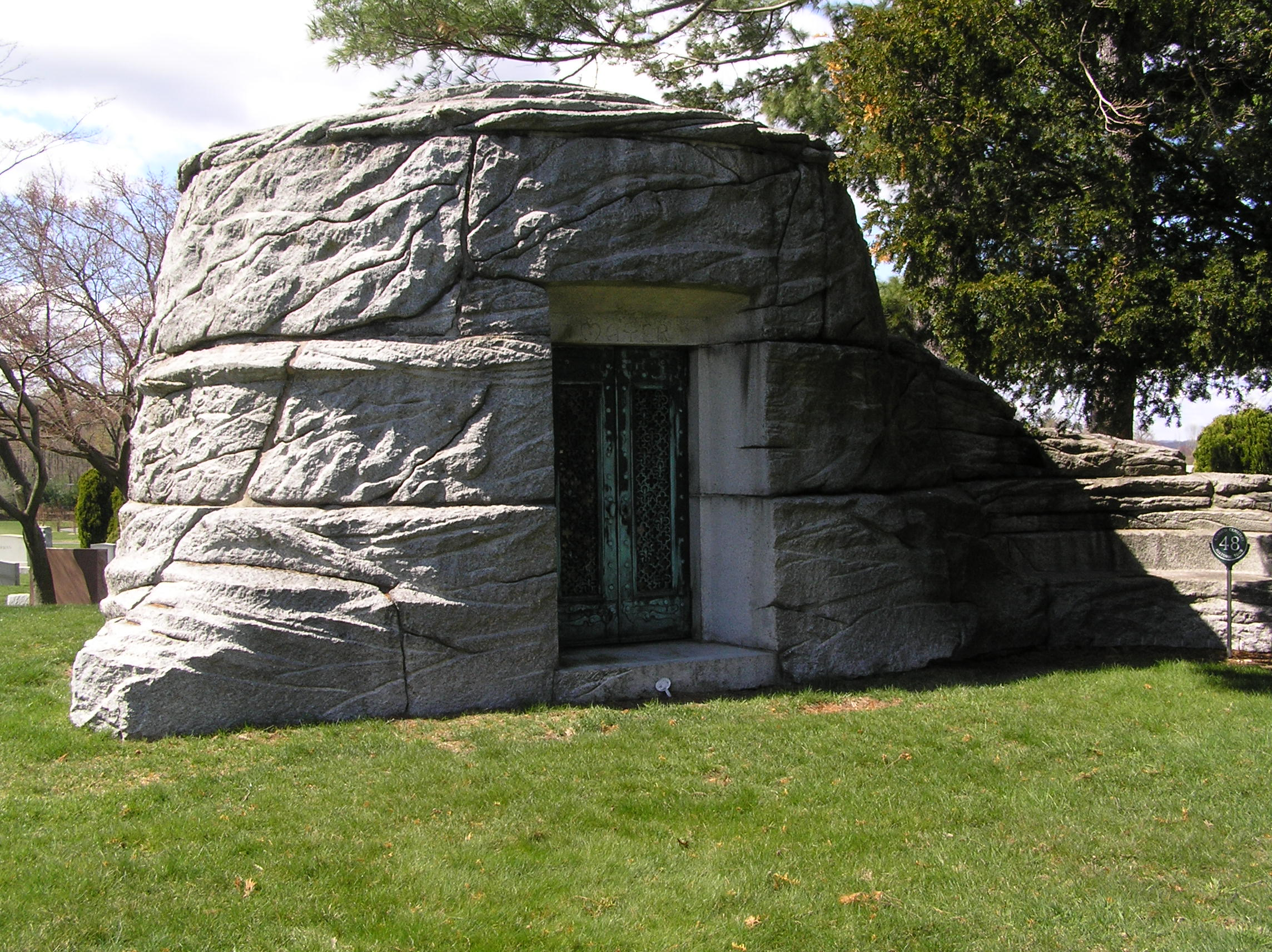
Mayer tumulus
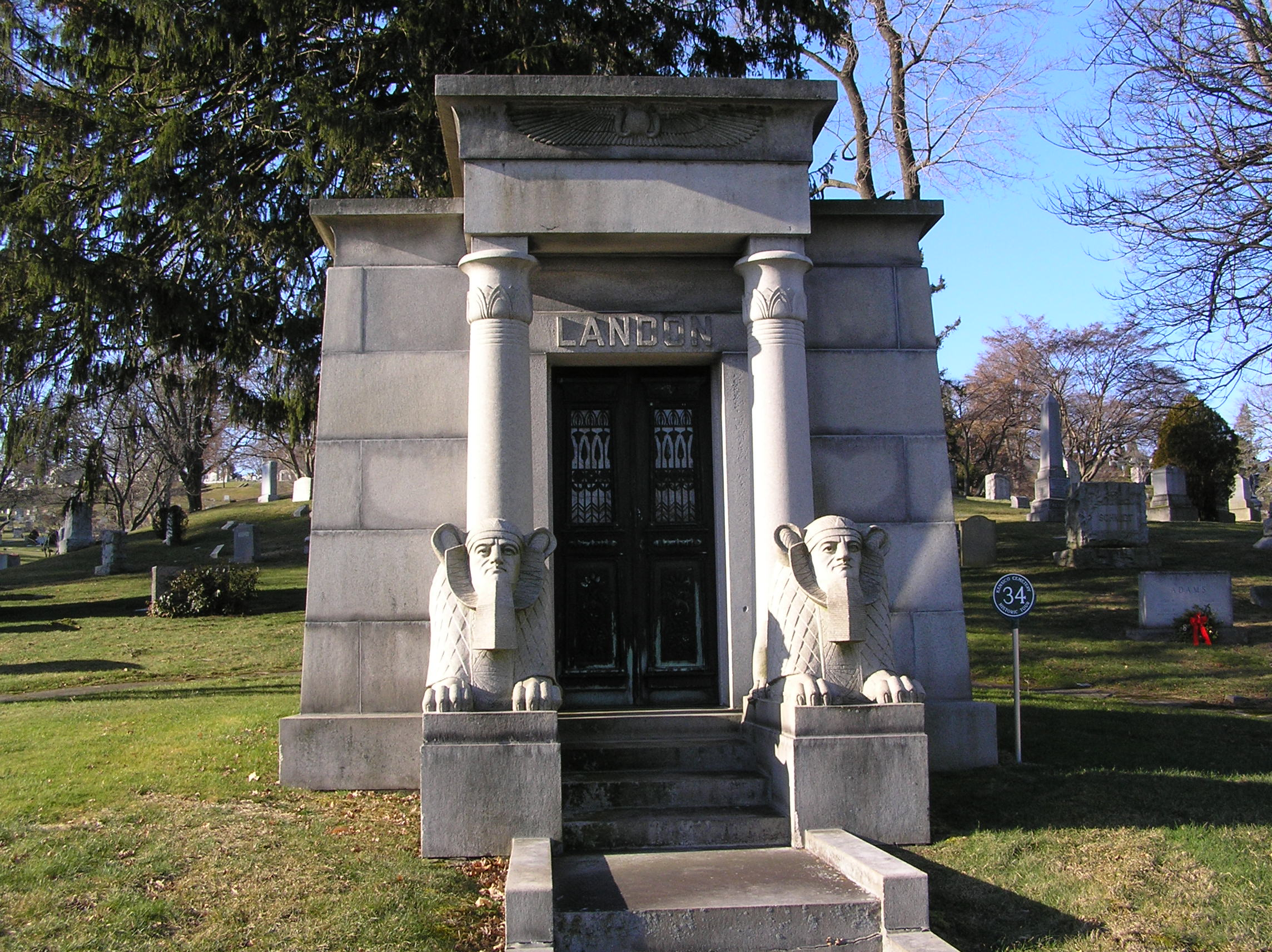
Egyptian Sphinx Tomb
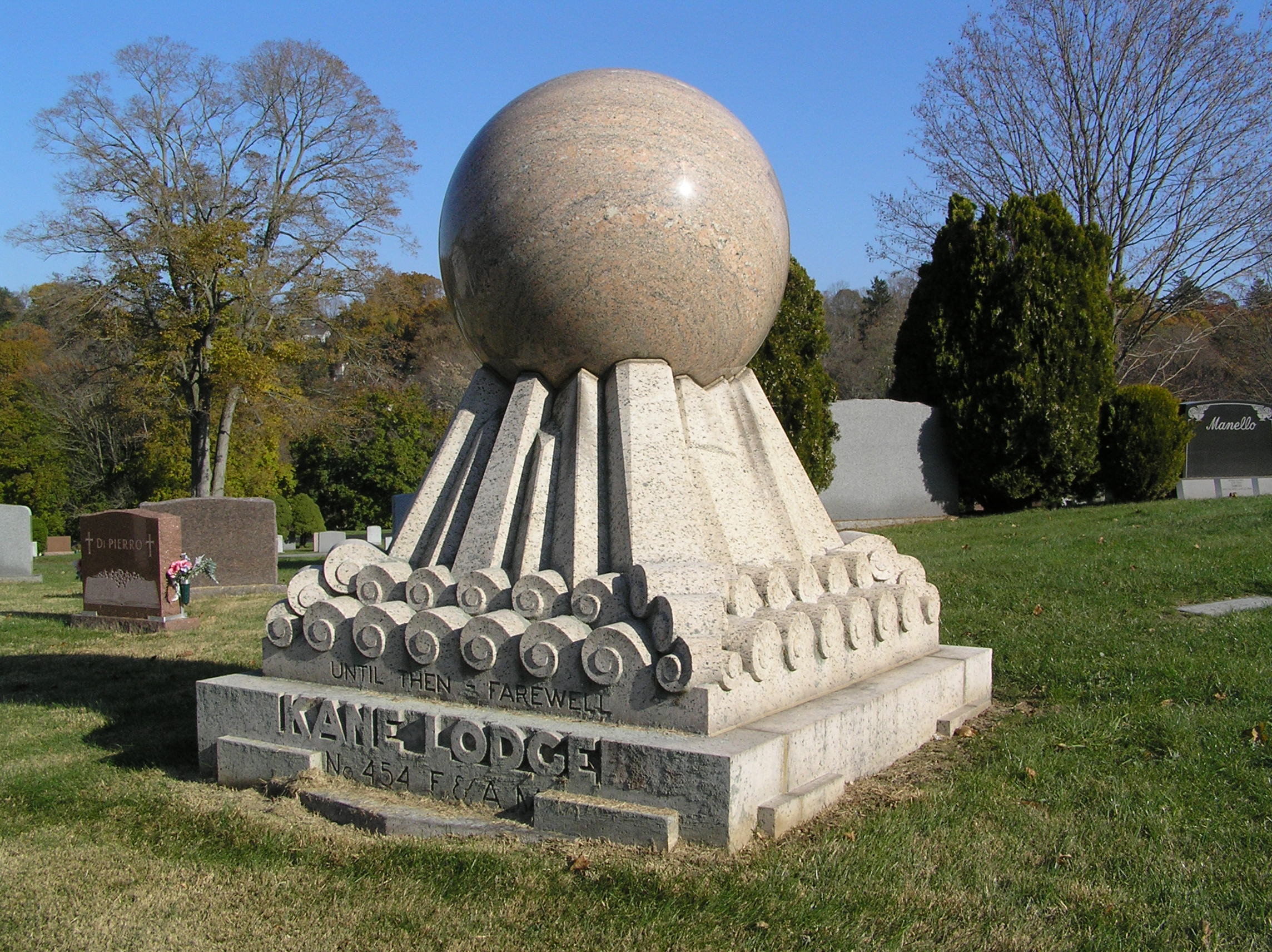
The Kane Lodge sphere
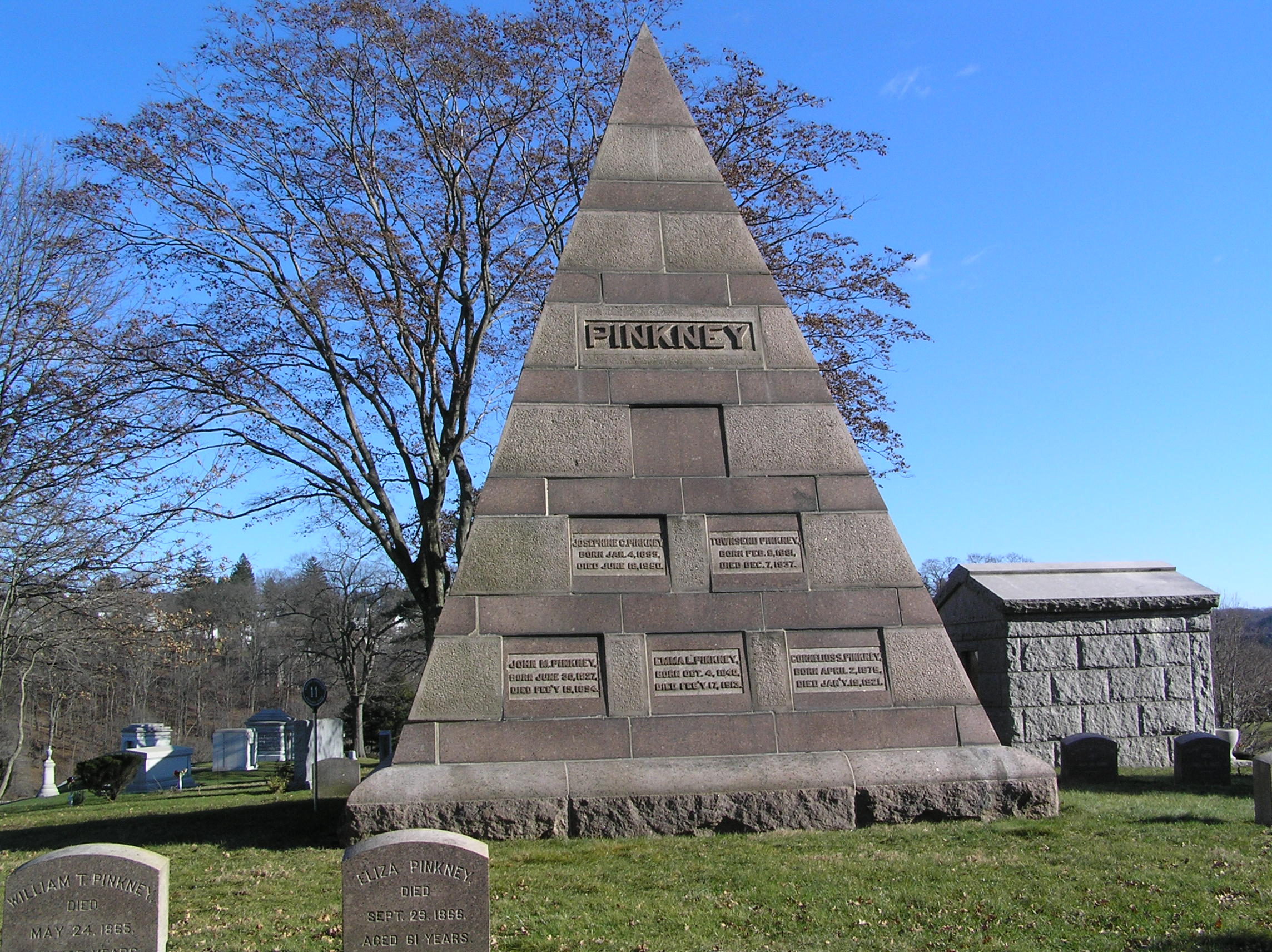
Pinkney Pyramid
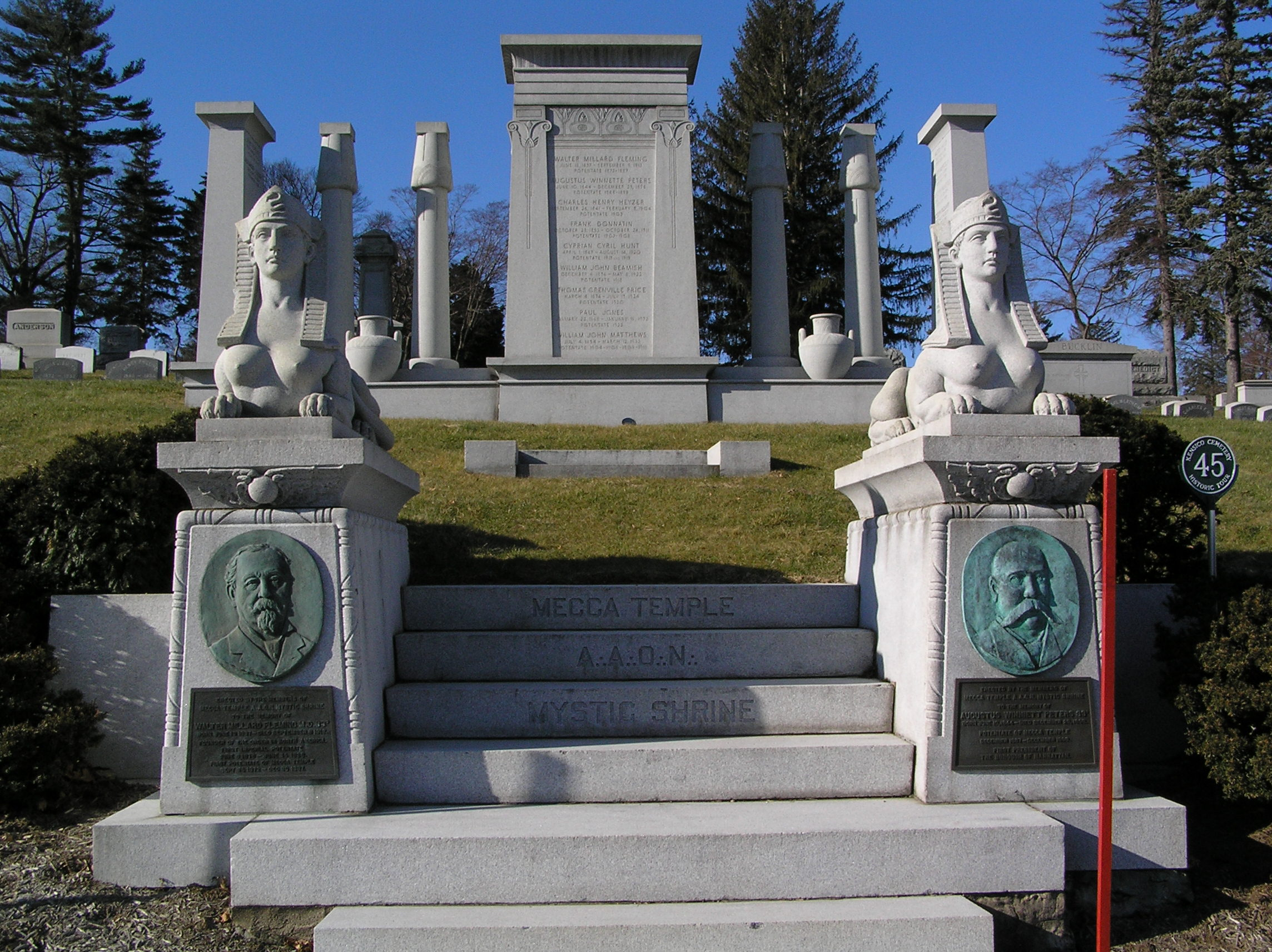
Mecca Temple
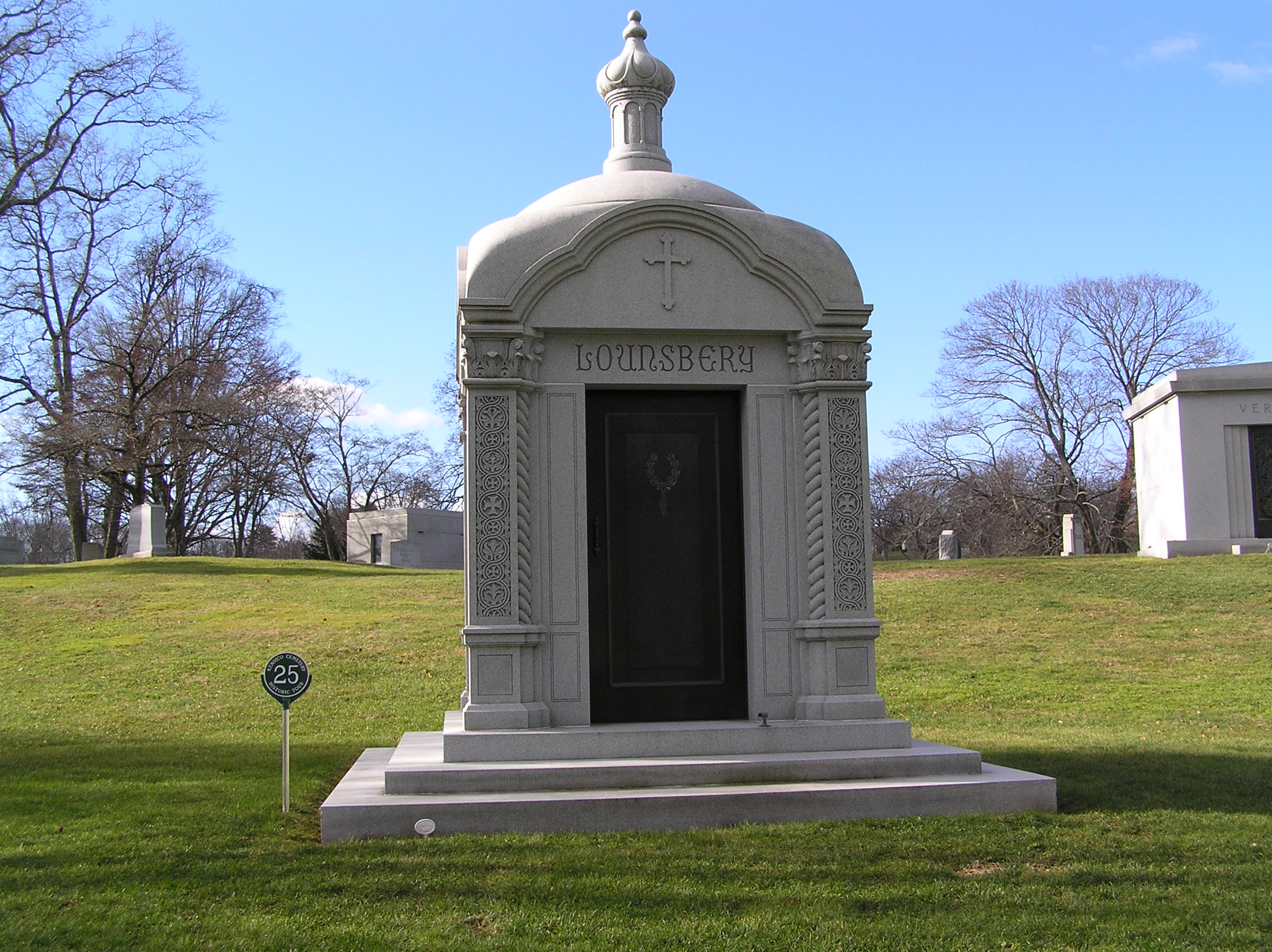
The tomb of Phineas Lounsbery
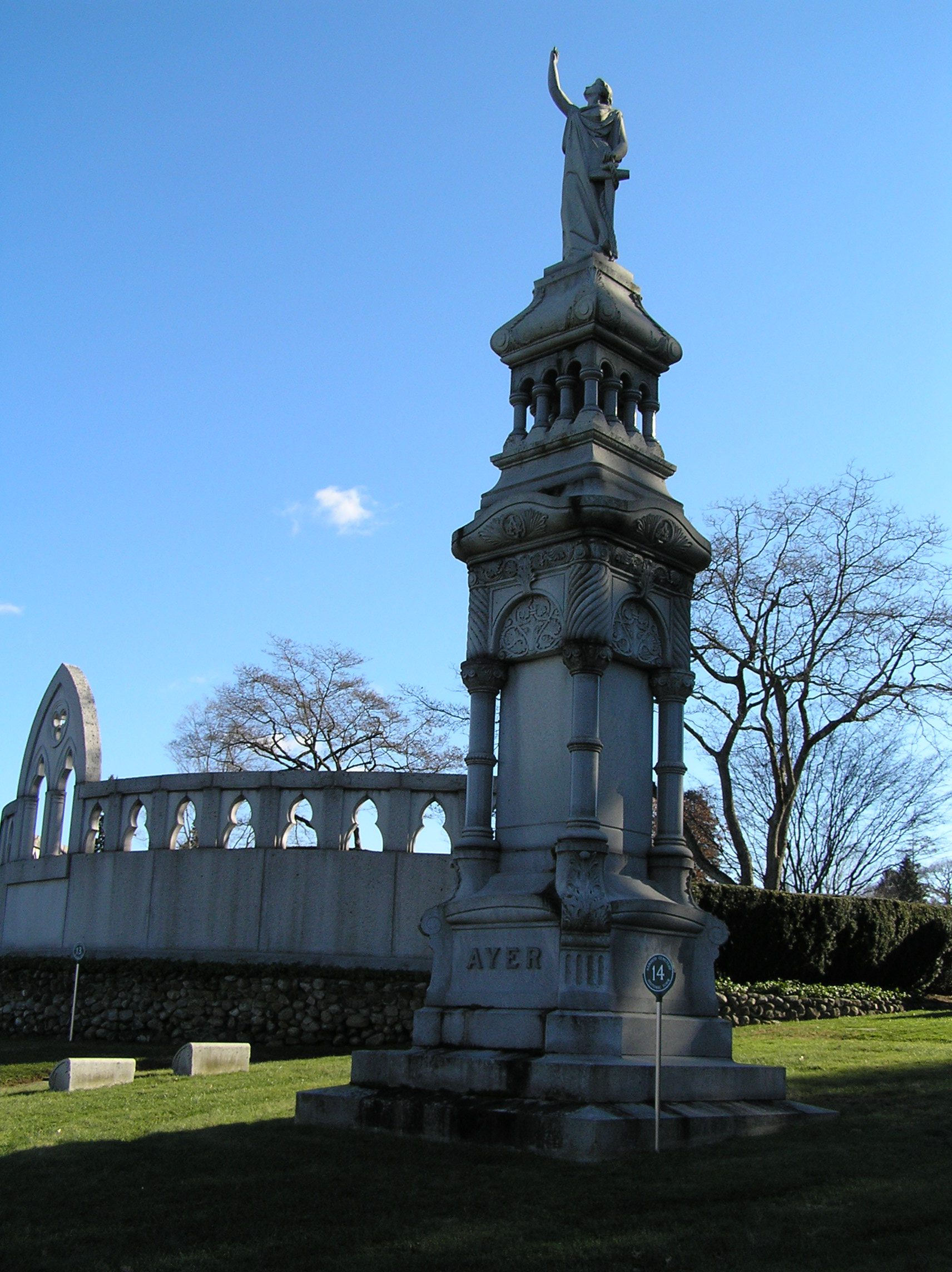
The Ayer statue
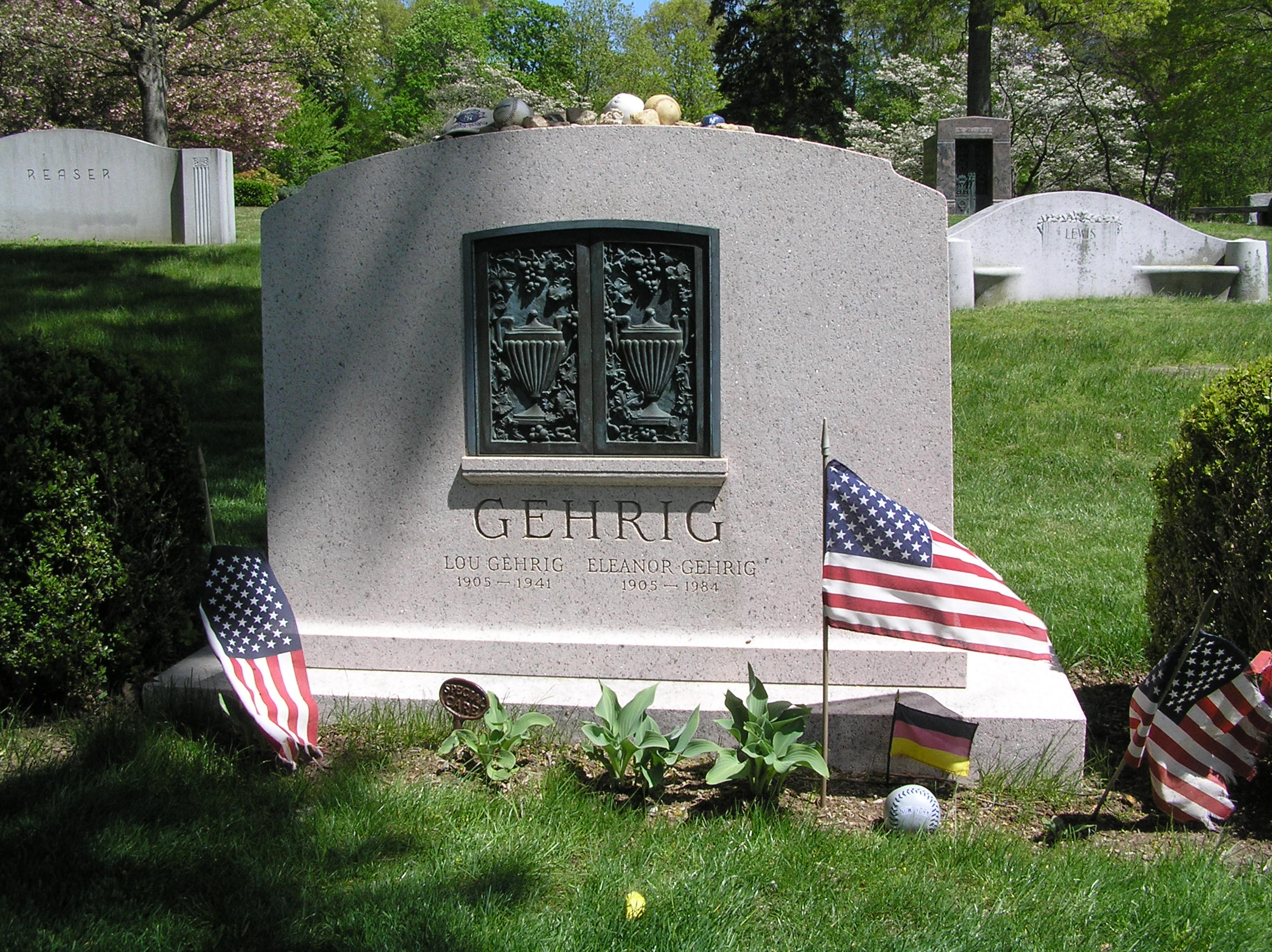
Grave of Lou Gehrig
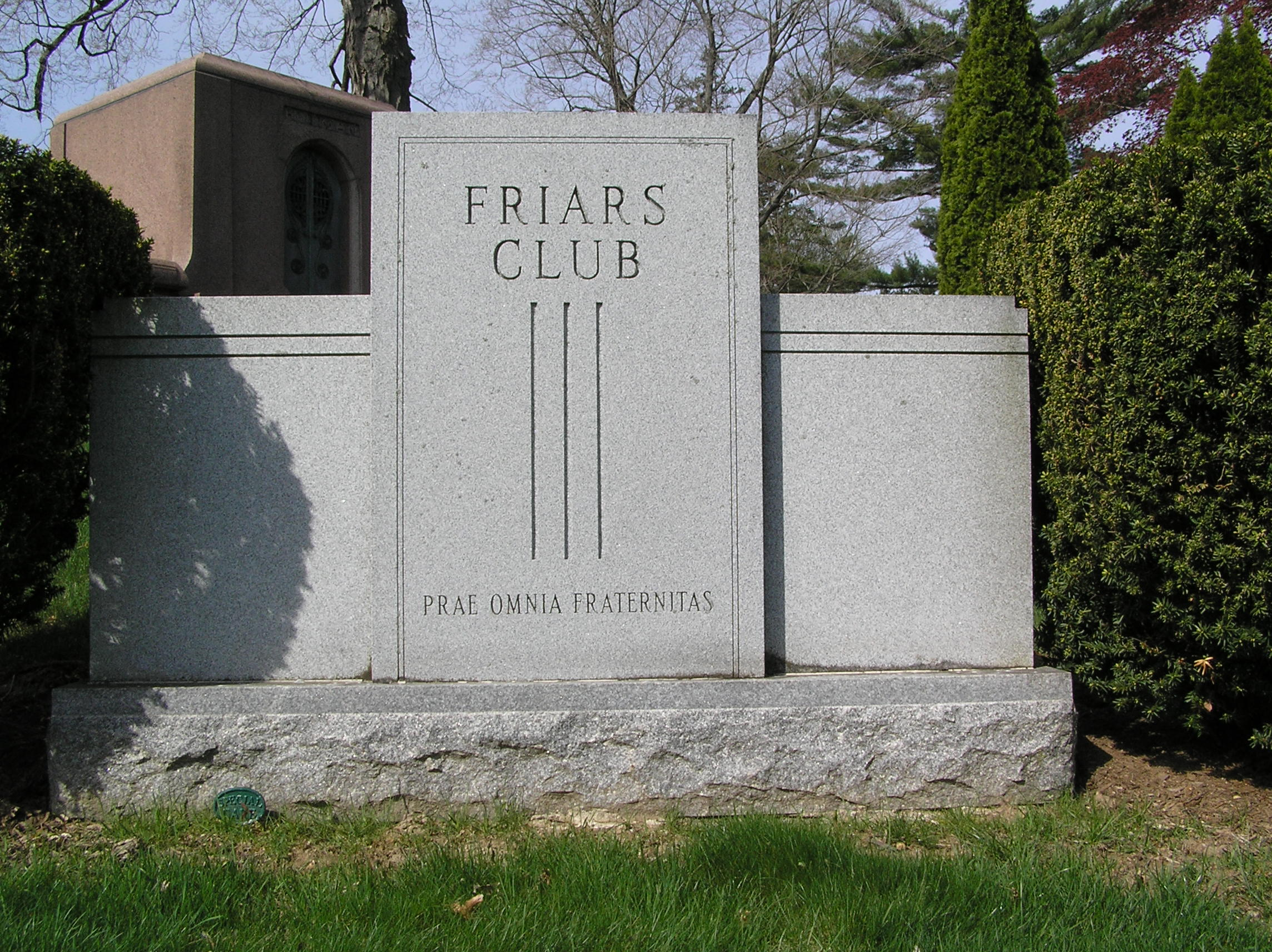
The Friars Club Monument
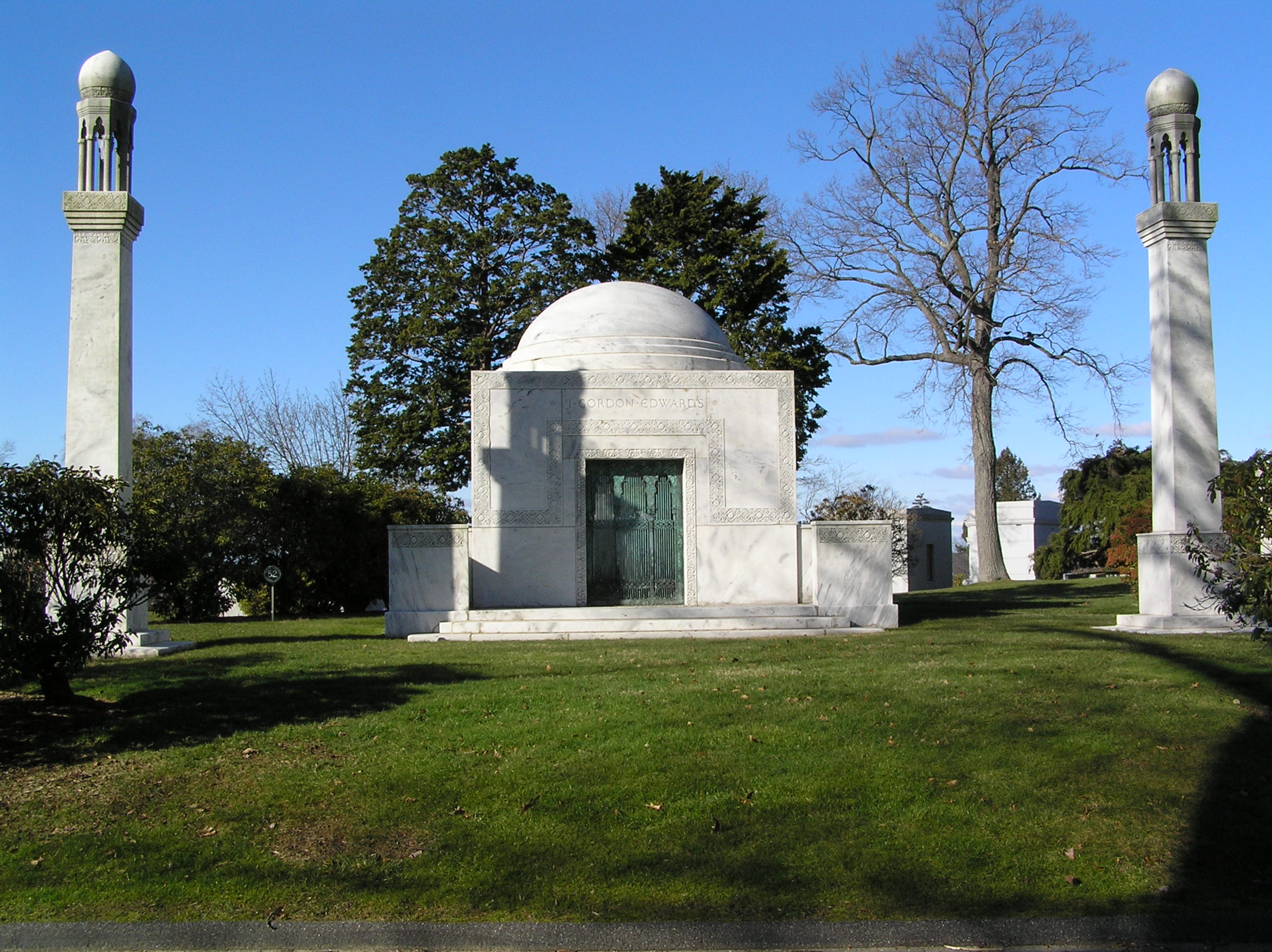
Tomb of J. Gordon Edwards with minaret
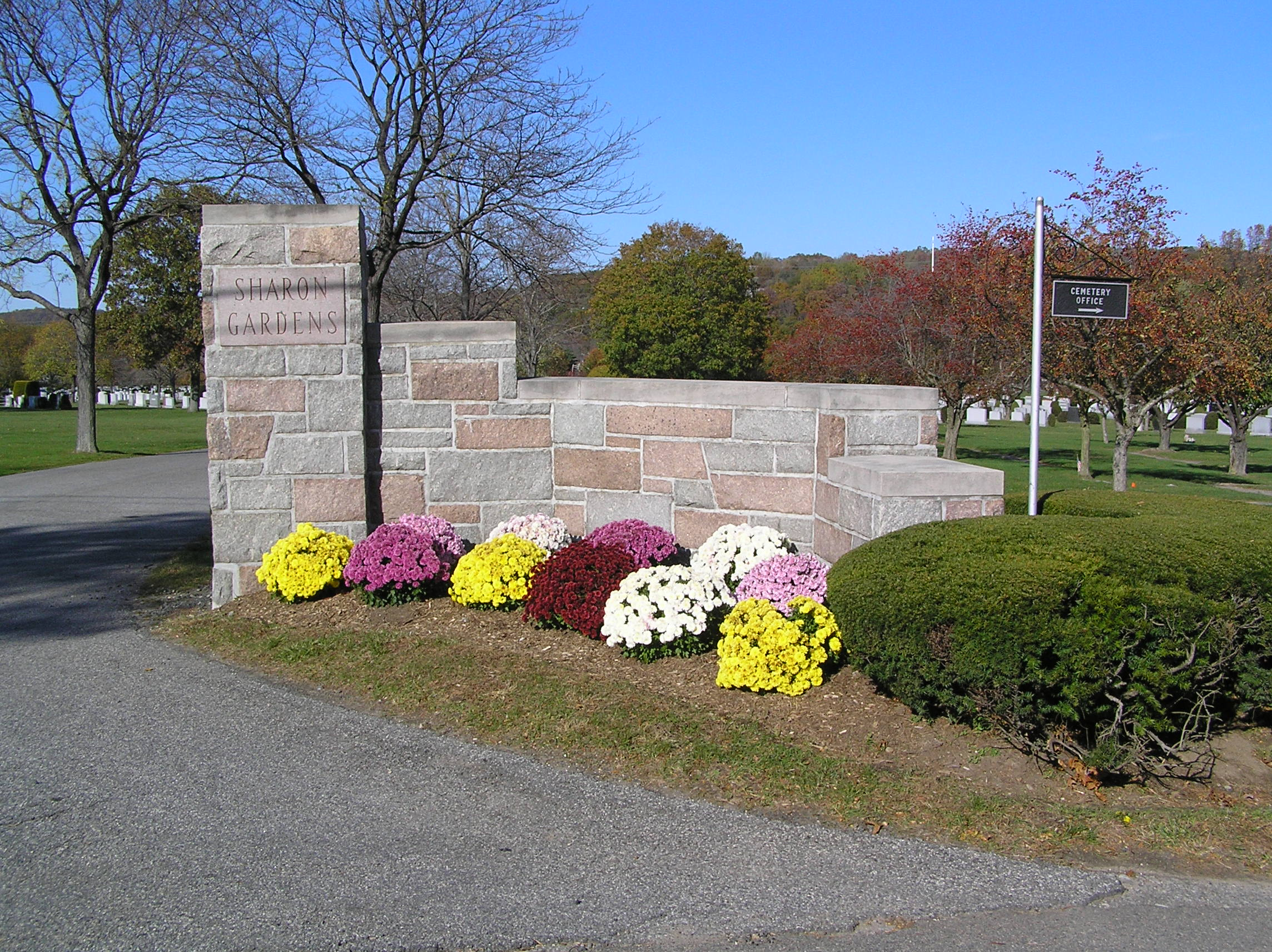
Entrance to Sharon Gardens
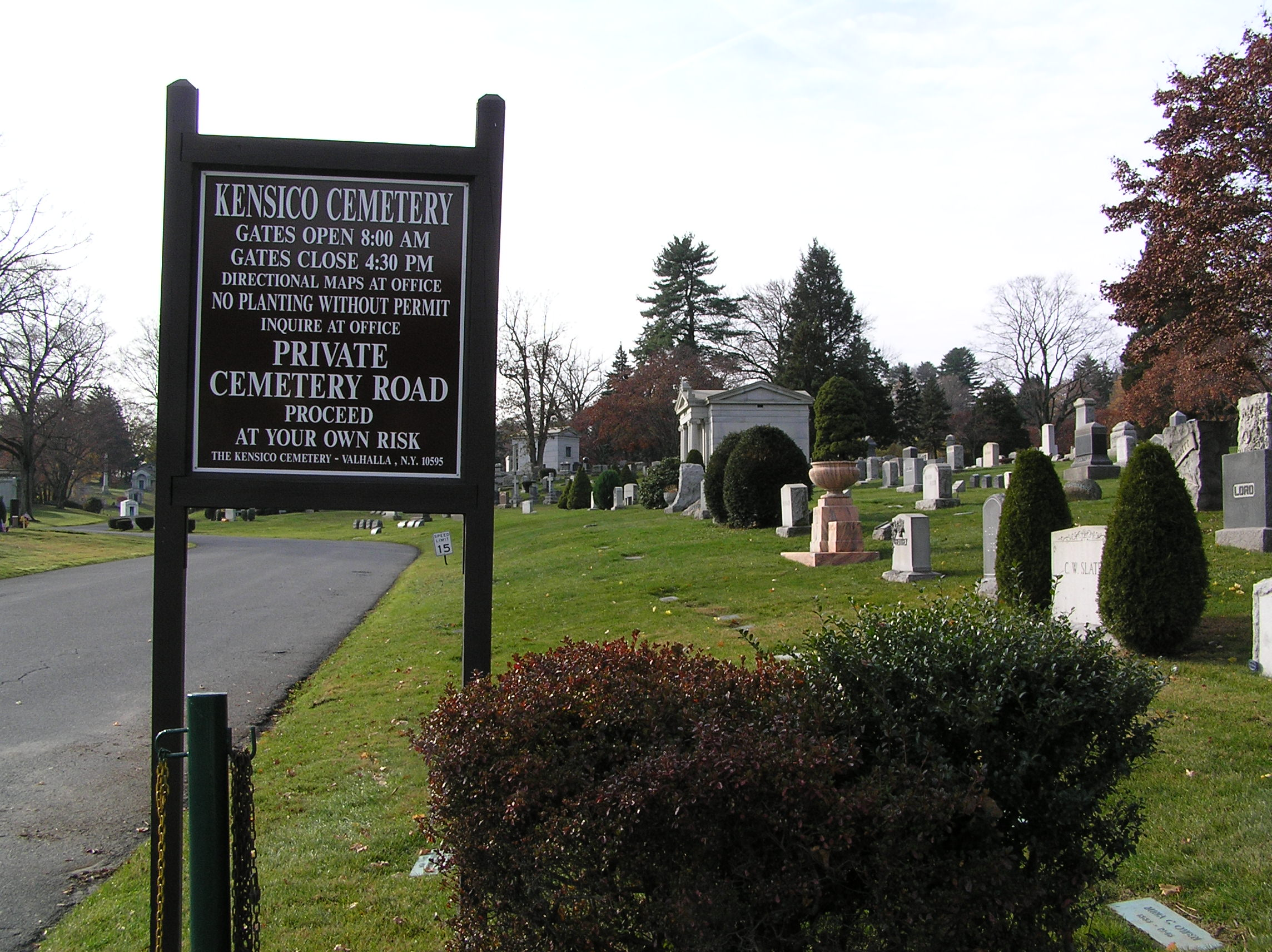
Rules and regulations
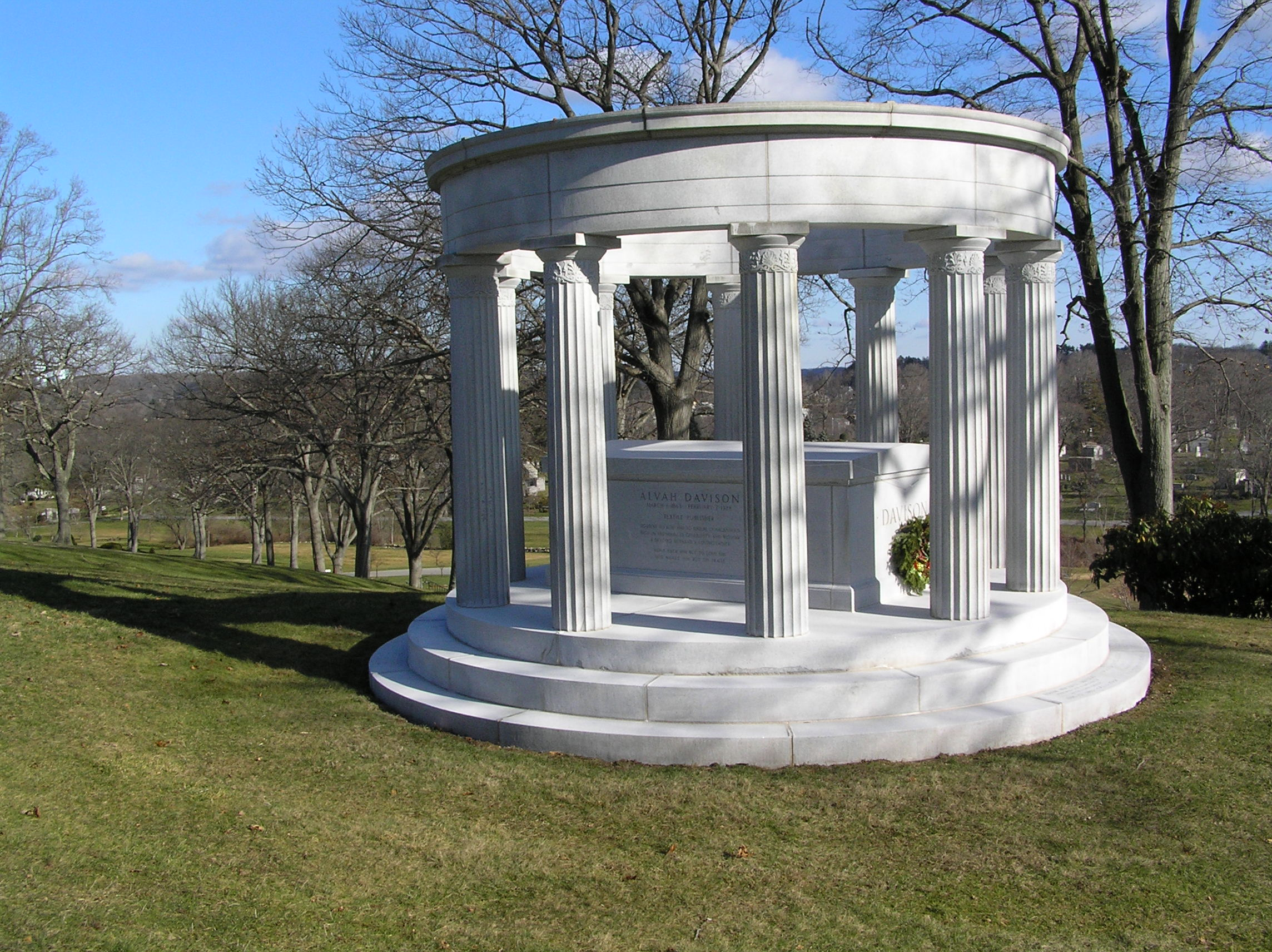
An interesting above-ground tomb
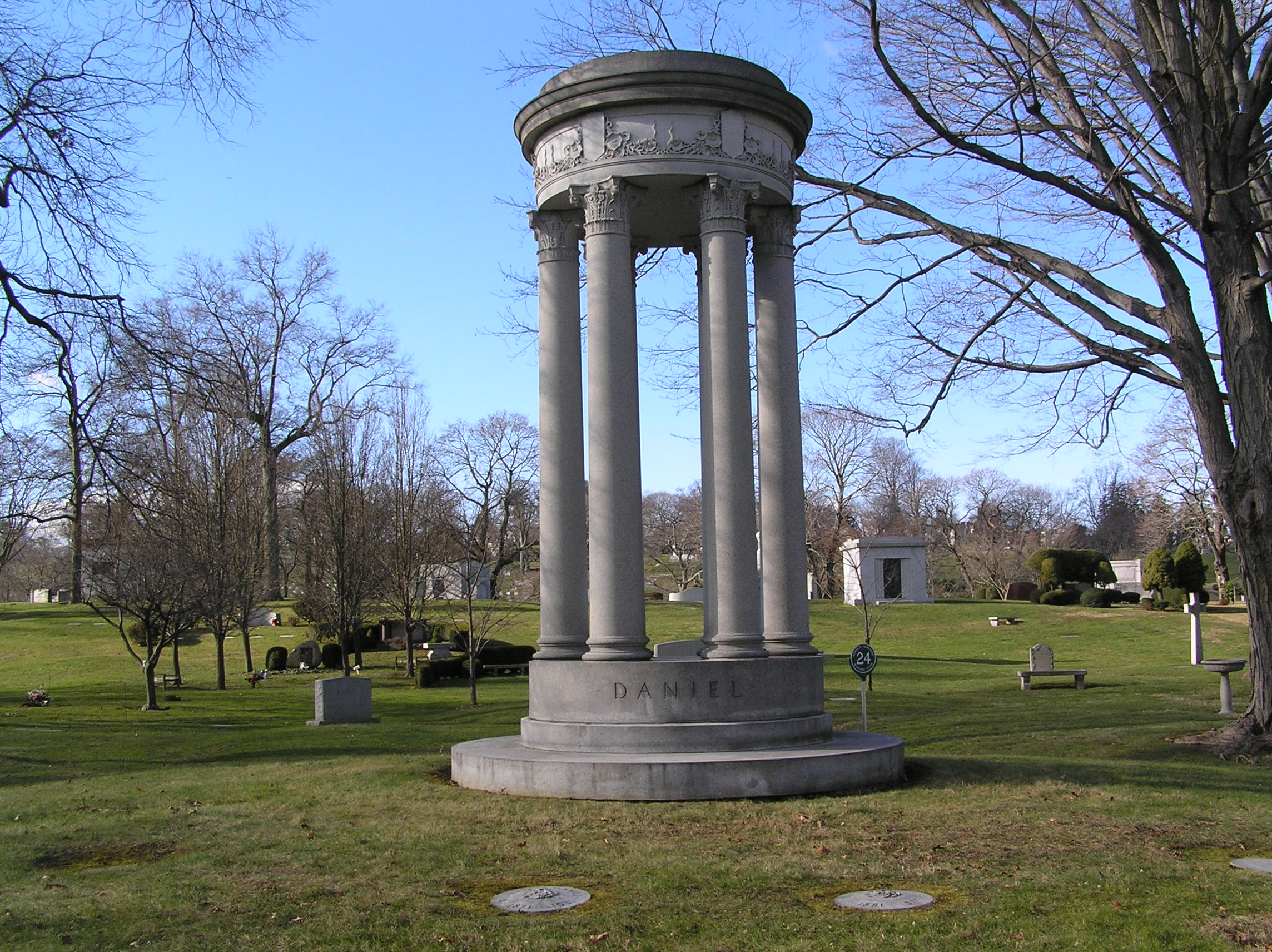
Daniel monument
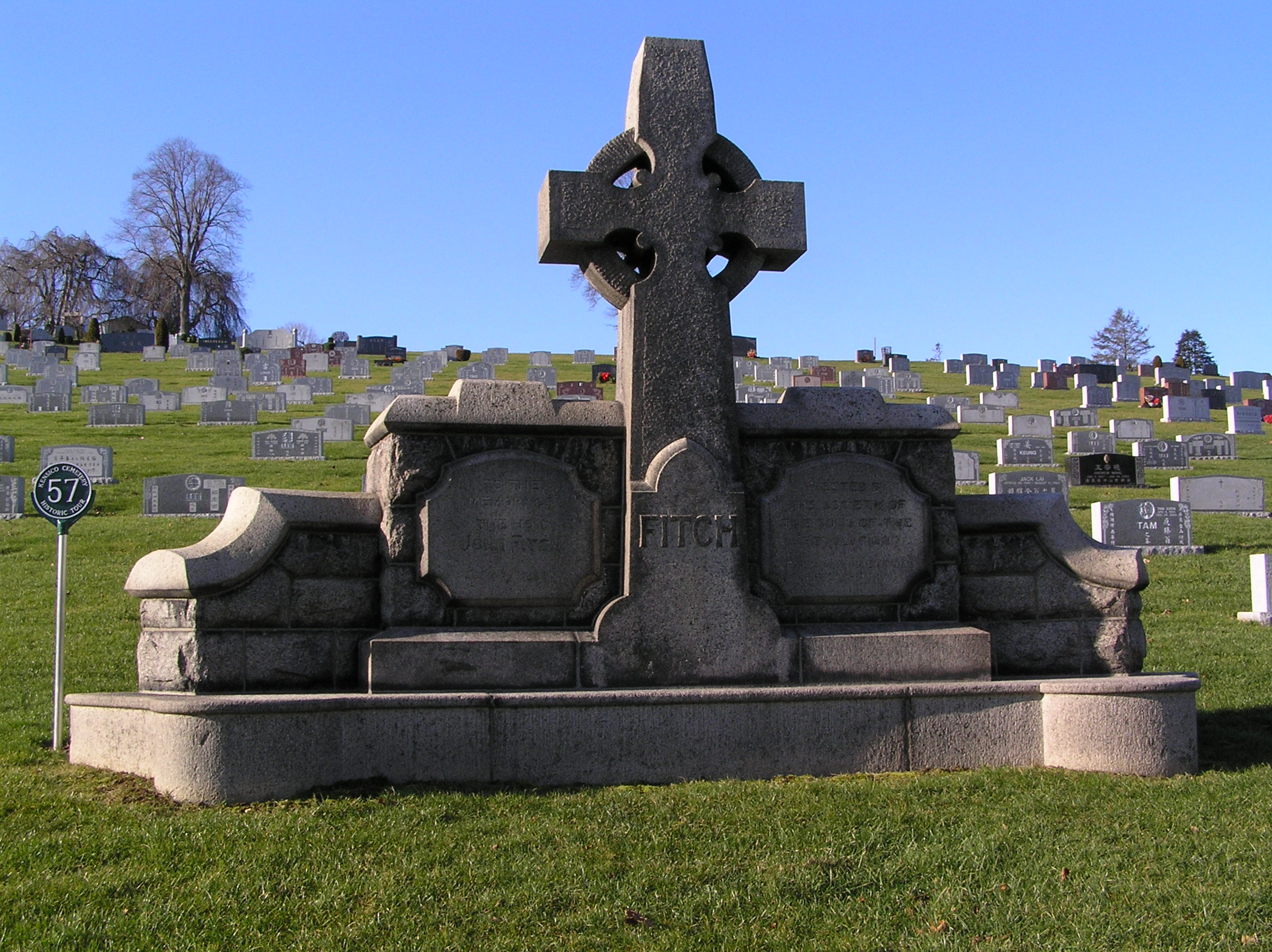
The monument of Judge John Fitch
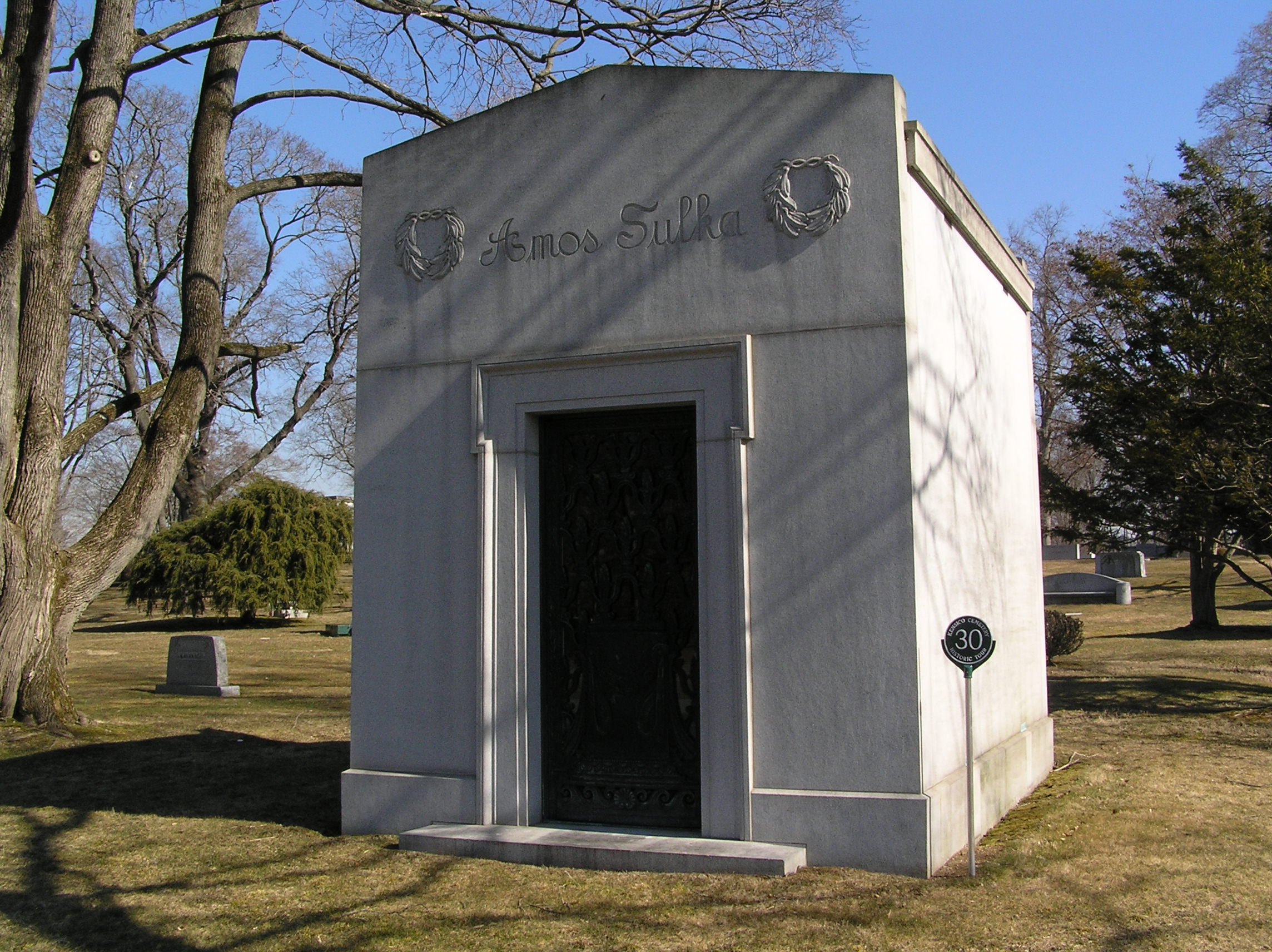
Amos Sulka mausoleum
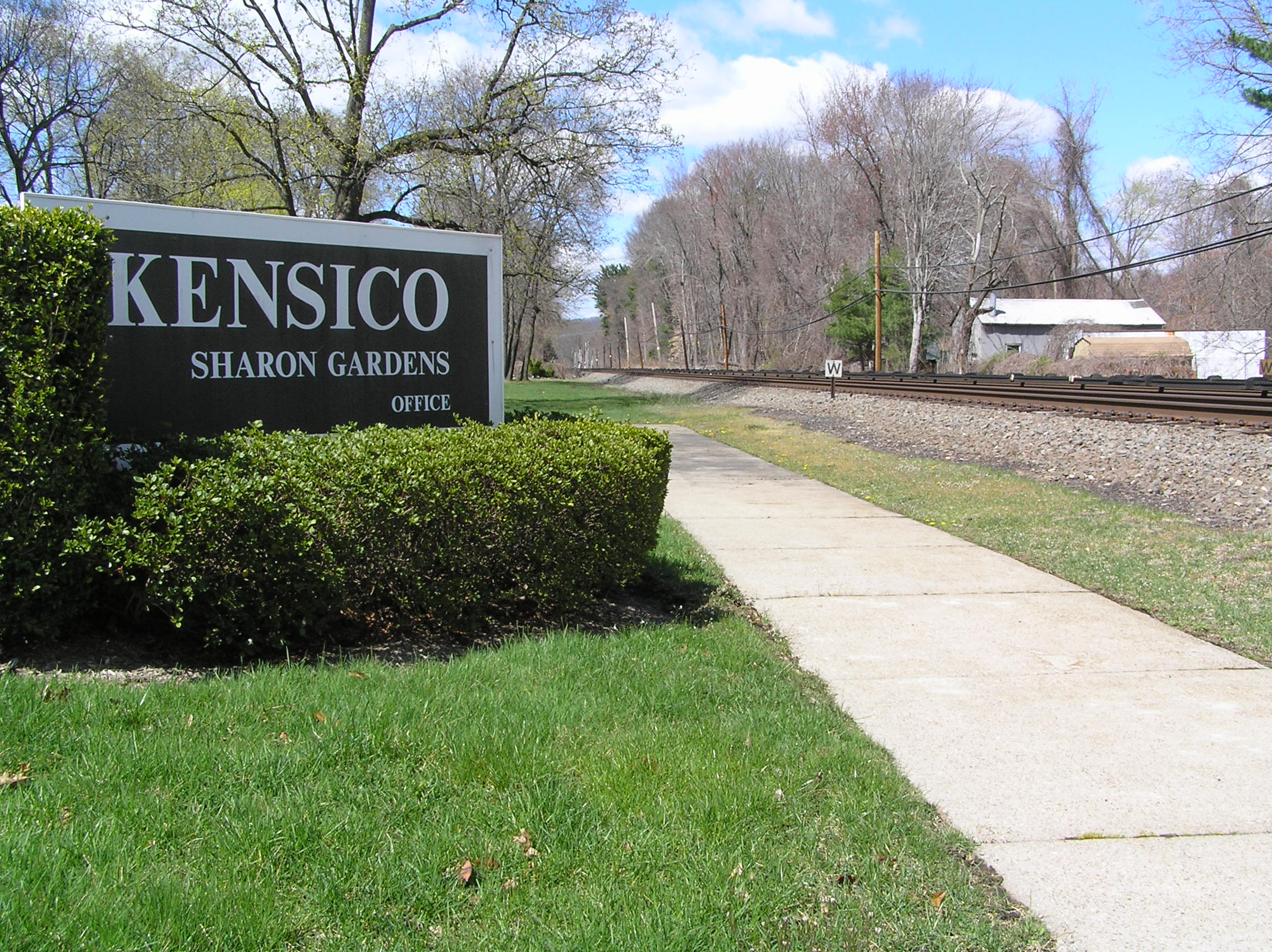
The cemetery on the Metro North line
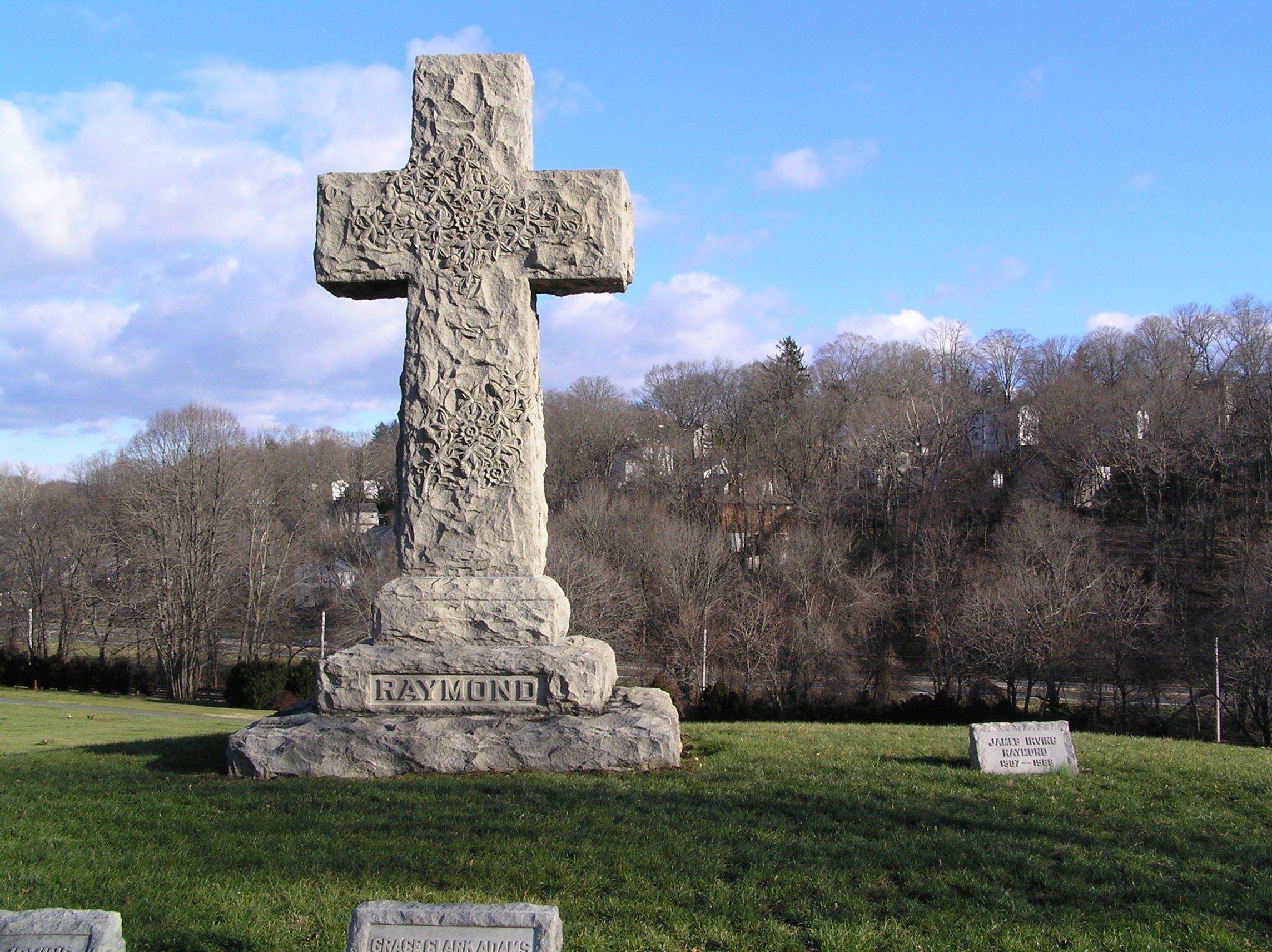
An interesting cross